# 中华人民共和国生态环境部
中华人民共和国生态环境部，简称生态环境部，是中华人民共和国国务院主管生态监测和环境保护事务的组成部门。
生态环境部主要负责制定并组织实施生态环境政策、规划和标准，统一负责生态环境监测和执法工作，监督管理污染防治、核与辐射安全，组织开展中央环境保护督察等工作。

## 沿革
1970年到1974年，中华人民共和国国务院总理周恩来对环境保护作了31次讲话，推动中国的环境保护事业。1972年，中华人民共和国政府派出代表团到瑞典参加第一届联合国人类环境会议，团长为燃料化学工业部副部长唐克。1973年8月，国务院召开第一次全国环境保护会议。同年，国务院环境保护领导小组办公室以中华人民共和国政府的名义加入联合国环境规划署，中国成为联合国环境规划理事会58个理事国之一。
1974年10月，国务院环境保护领导小组正式成立，主要职责是“负责制定环境保护的方针、政策和规定，审定全国环境保护规划，组织协调和督促检查各地区、各部门的环境保护工作。”
1982年国务院机构改革中，提出了建立环境保护部的设想，但因当时环保未成为社会共识，最终该提议未被采纳。1982年5月，第五届全国人大常委会第二十三次会议决定，将国家建委、国家城建总局、建工总局、国家测绘局、国务院环境保护领导小组办公室合并组建城乡建设环境保护部，部内设环境保护局。
1983年12月31日至1984年1月7日，国务院召开第二次全国环境保护会议，确定环境保护列入基本国策。
1984年5月（国发〔1984〕64号）成立国务院环境保护委员会，任务是：“研究审定有关环境保护的方针、政策，提出规划要求，领导和组织协调全国的环境保护工作。”委员会主任由国务院副总理兼任，办事机构设在城乡建设环境保护部（由环境保护局代行）。
1984年12月，城乡建设环境保护部环境保护局改为国家环境保护局，继续归城乡建设环境保护部领导，同时是国务院环境保护委员会的办事机构，主要任务是负责全国环境保护的规划、协调、监督和指导工作。
1988年7月（国机编〔1988〕4号）将环保工作自城乡建设部分离出来，成立独立的国家环境保护局（副部级），明确为国务院综合管理环境保护的职能部门，作为国务院直属机构，也是国务院环境保护委员会的办事机构。根据1988年4月七届全国人大一次会议批准的国务院机构改革方案和同年8月《关于国务院机构设置的通知》，国家环境保护局由原城乡建设环境保护部归口管理的国家局，改为国务院直属机构，是国务院综合管理环境保护的职能部门，也是国务院环境保护委员会的办事机构，主要任务是对全国环境保护工作进行宏观指导和监督协调。内设办公室、计划司、政策法规司、污染管理司、开发监督司、自然保护司、科技标准司、宣传教育司、行政体制与人事司和外事办公室，局机关行政编制321人。
根据1993年3月八届全国人大第一次会议批准的国务院机构改革方案，和同年4月《关于国务院机构设置的通知》，保留国家环境保护局，为国务院直属机构。国家环境保护局是国务院环境保护行政主管部门，也是国务院环境保护委员会的办事机构，职能转变的重点是强化环境保护的宏观调控和执法监督，主要任务是依照法律和行政法规，对全国环境保护工作实施统一监督管理，防治污染和其他公害，保护和改善生活环境与生态环境，促进经济和社会持续、协调、健康地发展。内设办公厅（宣传教育司）、计划财务司、政策法规司、行政体制与人事司、科技标准司、污染控制司、监督管理司、自然保护司、国际合作司和机关党委，局机关行政编制240人，1996年12月增加到255人。
1998年国务院机构改革中，成立环境保护部的呼声甚高，但因当时机构改革的主旋律是削减过多的国务院组成部门，故该提议未获采纳。1998年6月（国发〔1998〕5号，国办发〔1998〕80号），国家环境保护局升格为国家环境保护总局（正部级），作为国务院主管环境保护工作的直属机构。撤销国务院环境保护委员会。根据1998年3月第九届全国人民代表大会第一次会议批准的国务院机构改革方案和《国务院关于机构设置的通知》，设置国家环境保护总局，为正部级机构，是国务院主管环境保护工作的直属机构，主要任务是贯彻执行国家环境保护法律、法规和政策，统一监督管理全国环境保护工作，防治环境污染，保护自然生态，改善环境质量，促进经济和社会可持续发展。内设办公室（宣传教育司）、规划与财务司、政策法规司、行政体制与人事司、科技标准司、污染控制司、自然生态保护司、核安全与辐射环境管理司（国家核安全局）、监督管理司、国际合作司和机关党委，局机关行政编制200人。
2008年3月15日，第十一届全国人民代表大会第一次会议通过《第十一届全国人民代表大会第一次会议关于国务院机构改革方案的决定》，批准《国务院机构改革方案》。方案规定：“组建环境保护部。不再保留国家环境保护总局。”国家环境保护总局由此升格为国务院组成部门中华人民共和国环境保护部。2008年7月（国办发〔2008〕73号），国家环境保护总局正式升格为中华人民共和国环境保护部，成为国务院组成部门。
2018年3月17日第十三届全国人民代表大会第一次会议通过《第十三届全国人民代表大会第一次会议关于国务院机构改革方案的决定》，批准《国务院机构改革方案》。方案规定：“组建生态环境部。将环境保护部的职责，国家发展和改革委员会的应对气候变化和减排职责，国土资源部的监督防止地下水污染职责，水利部的编制水功能区划、排污口设置管理、流域水环境保护职责，农业部的监督指导农业面源污染治理职责，国家海洋局的海洋环境保护职责，国务院南水北调工程建设委员会办公室的南水北调工程项目区环境保护职责整合，组建生态环境部，作为国务院组成部门。生态环境部对外保留国家核安全局牌子。不再保留环境保护部。”

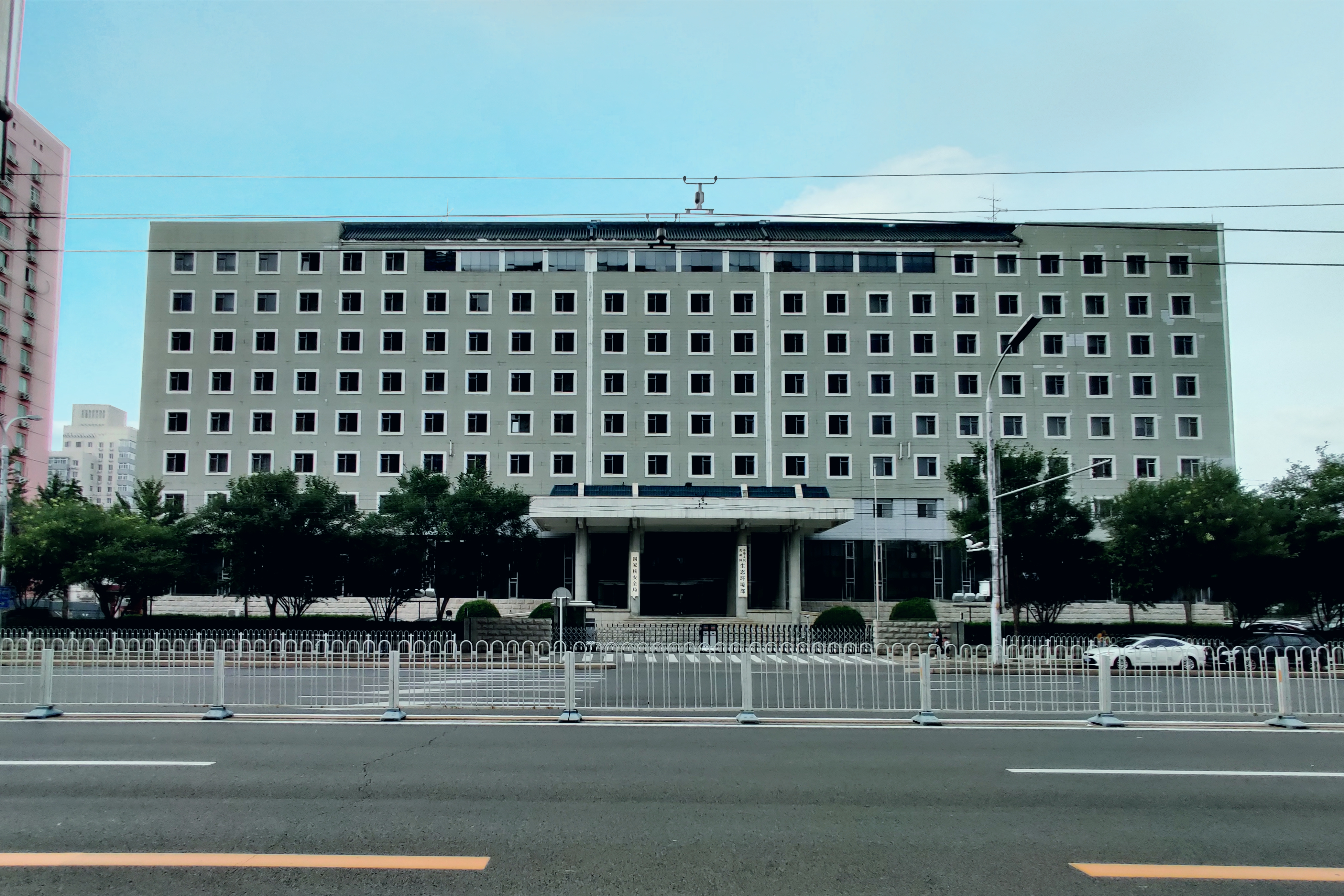
西城区西直门南小街115号，生态环境部成立至2019年9月22日的办公楼，后交予退役军人事务部使用

2018年4月16日，新组建的生态环境部正式挂牌，国务委员、国务院秘书长肖捷为生态环境部揭牌。
2018年12月4日，中共中央办公厅、国务院办公厅印发《关于深化生态环境保护综合行政执法改革的指导意见》。决定组建生态环境保护综合执法队伍。将环境保护部门污染防治、生态保护、核与辐射安全等方面的执法权；海洋部门海洋、海岛污染防治和生态保护等方面的执法权；国土部门地下水污染防治执法权，对因开发土地、矿藏等造成生态破坏的执法权；农业部门农业面源污染防治执法权；水利部门流域水生态环境保护执法权；林业部门对自然保护地内进行非法开矿、修路、筑坝、建设造成生态破坏的执法权整合划入生态环境部门。生态环境保护综合执法队伍以本级生态环境部门的名义，依法统一行使污染防治、生态保护、核与辐射安 全的行政处罚权以及与行政处罚相关的行政检查、行政强制权等执法职能。除法律法规另有规定外，上列相关部门不再行使上述行政处罚权和行政强制权。
2019年9月22日，生态环境部迁入东长安街12号原纺织工业部办公楼。

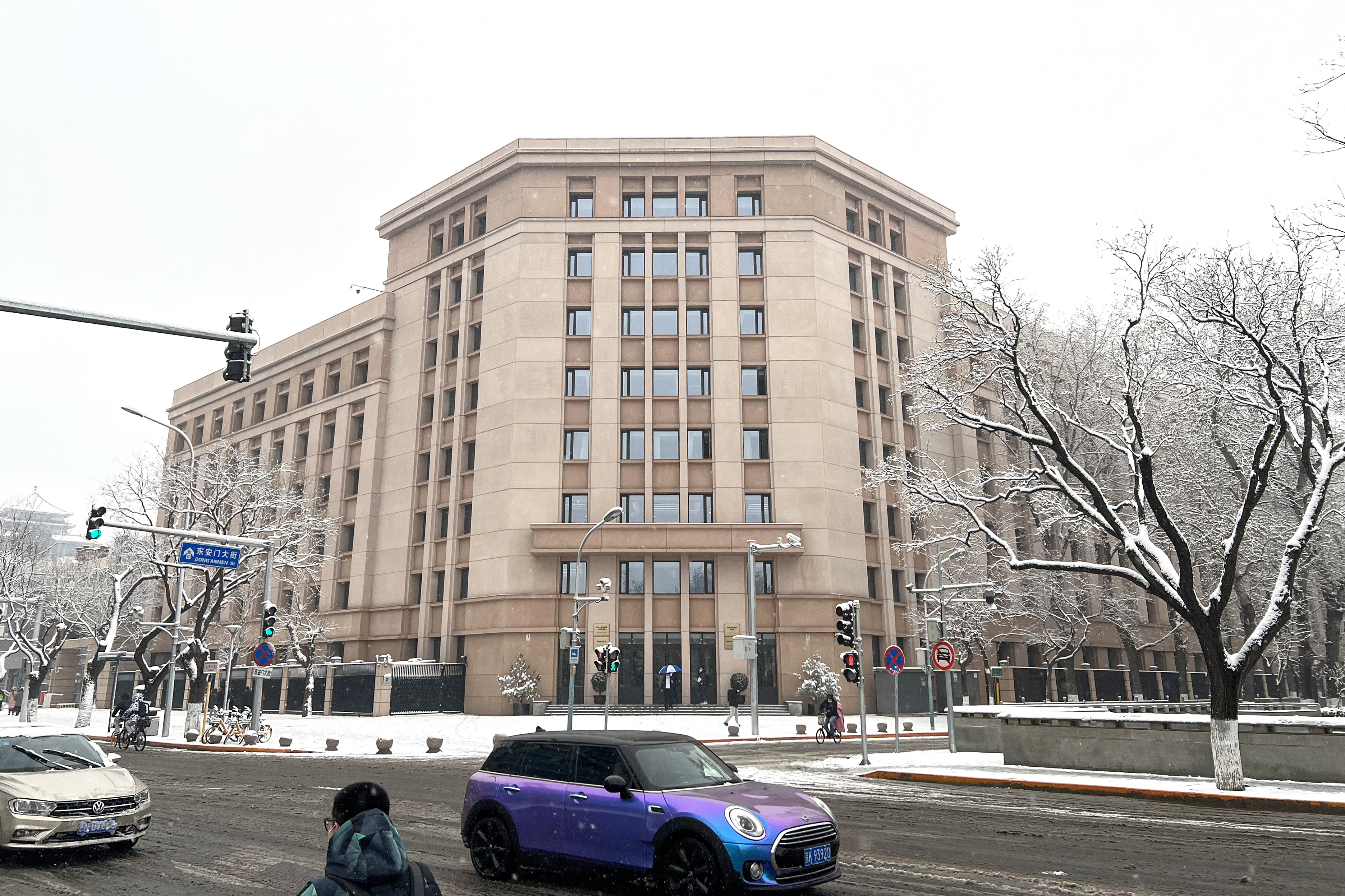
生态环境部东安门办公区

2020年6月19日，生态环境部政务服务大厅办公地址由东长安街12号变更为北京市东城区东安门大街82号。
2020年8月31日，根据国家发展改革委《关于全面推开行业协会商会与行政机关脱钩改革的实施意见》（发改体改〔2019〕1063号），原由原环保部主管的中华环保联合会、中国环境保护产业协会等2家行业协会（商会）与生态环境部分离，依法直接登记、独立运行，剥离行政职能，不再设置业务主管单位。取消对其的直接财政拨款，通过政府购买服务等方式支持其发展。
2023年3月11日，第十四届全国人民代表大会第一次会议通过《第十四届全国人民代表大会第一次会议关于国务院机构改革方案的决定》，批准《国务院机构改革方案》。方案规定：“将科学技术部的组织拟订科技促进社会发展规划和政策职责分别划入国家发展和改革委员会、生态环境部、国家卫生健康委员会等部门。”
2023年9月24日，《中共中央办公厅 国务院办公厅关于调整生态环境部职责机构编制的通知》称，“将科学技术部的组织拟订科技促进生态环境发展规划和政策职责划入生态环境部；生态环境部大气环境司不再加挂京津冀及周边地区大气环境管理局牌子；将生态环境部的内设机构中央生态环境保护督察办公室更名为中央生态环境保护督察协调局，并将其职责表述中承担国务院生态环境保护督察工作领导小组日常工作修改为承担中央生态环境保护督察工作领导小组办公室具体事务”。

## 职责
根据《生态环境部职能配置、内设机构和人员编制规定》，生态环境部承担下列职能，
1. 负责建立健全生态环境基本制度。会同有关部门拟订国家生态环境政策、规划并组织实施，起草法律法规草案，制定部门规章。会同有关部门编制并监督实施重点区域、流域、海域、饮用水水源地生态环境规划和水功能区划，组织拟订生态环境标准，制定生态环境基准和技术规范。
2. 负责重大生态环境问题的统筹协调和监督管理。牵头协调重特大环境污染事故和生态破坏事件的调查处理，指导协调地方政府对重特大突发生态环境事件的应急、预警工作，牵头指导实施生态环境损害赔偿制度，协调解决有关跨区域环境污染纠纷，统筹协调国家重点区域、流域、海域生态环境保护工作。
3. 负责监督管理国家减排目标的落实。组织制定陆地和海洋各类污染物排放总量控制、排污许可证制度并监督实施，确定大气、水、海洋等纳污能力，提出实施总量控制的污染物名称和控制指标，监督检查各地污染物减排任务完成情况，实施生态环境保护目标责任制。
4. 负责提出生态环境领域固定资产投资规模和方向、国家财政性资金安排的意见，按国务院规定权限审批、核准国家规划内和年度计划规模内固定资产投资项目，配合有关部门做好组织实施和监督工作。参与指导推动循环经济和生态环保产业发展。
5. 负责环境污染防治的监督管理。制定大气、水、海洋、土壤、噪声、光、恶臭、固体废物、化学品、机动车等的污染防治管理制度并监督实施。会同有关部门监督管理饮用水水源地生态环境保护工作，组织指导城乡生态环境综合整治工作，监督指导农业面源污染治理工作。监督指导区域大气环境保护工作，组织实施区域大气污染联防联控协作机制。
6. 指导协调和监督生态保护修复工作。组织编制生态保护规划，监督对生态环境有影响的自然资源开发利用活动、重要生态环境建设和生态破坏恢复工作。组织制定各类自然保护地生态环境监管制度并监督执法。监督野生动植物保护、湿地生态环境保护、荒漠化防治等工作。指导协调和监督农村生态环境保护，监督生物技术环境安全，牵头生物物种（含遗传资源）工作，组织协调生物多样性保护工作，参与生态保护补偿工作。
7. 负责核与辐射安全的监督管理。拟订有关政策、规划、标准，牵头负责核安全工作协调机制有关工作，参与核事故应急处理，负责辐射环境事故应急处理工作。监督管理核设施和放射源安全，监督管理核设施、核技术应用、电磁辐射、伴有放射性矿产资源开发利用中的污染防治。对核材料管制和民用核安全设备设计、制造、安装及无损检验活动实施监督管理。
8. 负责生态环境准入的监督管理。受国务院委托对重大经济和技术政策、发展规划以及重大经济开发计划进行环境影响评价。按国家规定审批或审查重大开发建设区域、规划、项目环境影响评价文件。拟订并组织实施生态环境准入清单。
9. 负责生态环境监测工作。制定生态环境监测制度和规范、拟订相关标准并监督实施。会同有关部门统一规划生态环境质量监测站点设置，组织实施生态环境质量监测、污染源监督性监测、温室气体减排监测、应急监测。组织对生态环境质量状况进行调查评价、预警预测，组织建设和管理国家生态环境监测网和全国生态环境信息网。建立和实行生态环境质量公告制度，统一发布国家生态环境综合性报告和重大生态环境信息。
10. 负责应对气候变化工作。组织拟订应对气候变化及温室气体减排重大战略、规划和政策。与有关部门共同牵头组织参加气候变化国际谈判。负责国家履行联合国气候变化框架公约相关工作。
11. 组织开展中央生态环境保护督察。建立健全生态环境保护督察制度，组织协调中央生态环境保护督察工作，根据授权对各地区各有关部门贯彻落实中央生态环境保护决策部署情况进行督察问责。指导地方开展生态环境保护督察工作。
12. 统一负责生态环境监督执法。组织开展全国生态环境保护执法检查活动。查处重大生态环境违法问题。指导全国生态环境保护综合执法队伍建设和业务工作。
13. 组织指导和协调生态环境宣传教育工作，制定并组织实施生态环境保护宣传教育纲要，推动社会组织和公众参与生态环境保护。开展生态环境科技工作，组织生态环境重大科学研究和技术工程示范，推动生态环境技术管理体系建设。
14. 开展生态环境国际合作交流，研究提出国际生态环境合作中有关问题的建议，组织协调有关生态环境国际条约的履约工作，参与处理涉外生态环境事务，参与全球陆地和海洋生态环境治理相关工作。
15. 完成党中央、国务院交办的其他任务。

## 机构设置
根据《生态环境部职能配置、内设机构和人员编制规定》，生态环境部设置下列机构：

### 内设机构
- 办公厅
- 中央生态环境保护督察协调局
- 综合司
- 法规与标准司
- 行政体制与人事司
- 科技与财务司
- 自然生态保护司（生物多样性保护办公室、国家生物安全管理办公室）
- 水生态环境司
- 海洋生态环境司
- 大气环境司
- 应对气候变化司
- 土壤生态环境司
- 固体废物与化学品司
- 核设施安全监管司
- 核电安全监管司
- 辐射源安全监管司
- 环境影响评价与排放管理司
- 生态环境监测司
- 生态环境执法局
- 国际合作司
- 宣传教育司
- 机关党委
- 离退休干部办公室

### 生态环境部管理的国家局
对外保留国家局牌子
- 国家核安全局（副部级）

### 派出机构
| - 生态环境部华北督察局 - 生态环境部华东督察局 - 生态环境部华南督察局 - 生态环境部西北督察局 - 生态环境部西南督察局 - 生态环境部东北督察局 | - 生态环境部华北核与辐射安全监督站 - 生态环境部华东核与辐射安全监督站 - 生态环境部华南核与辐射安全监督站 - 生态环境部西南核与辐射安全监督站 - 生态环境部西北核与辐射安全监督站 - 生态环境部东北核与辐射安全监督站 | - 生态环境部长江流域生态环境监督管理局 - 生态环境部黄河流域生态环境监督管理局 - 生态环境部淮河流域生态环境监督管理局（副司局级） - 生态环境部海河流域北海海域生态环境监督管理局（副司局级） - 生态环境部珠江流域南海海域生态环境监督管理局（副司局级） - 生态环境部松辽流域生态环境监督管理局（副司局级） - 生态环境部太湖流域东海海域生态环境监督管理局（副司局级） |

### 直属事业单位
- 生态环境部环境应急与事故调查中心
- 生态环境部机关服务中心
- 中国环境科学研究院
- 中国环境监测总站

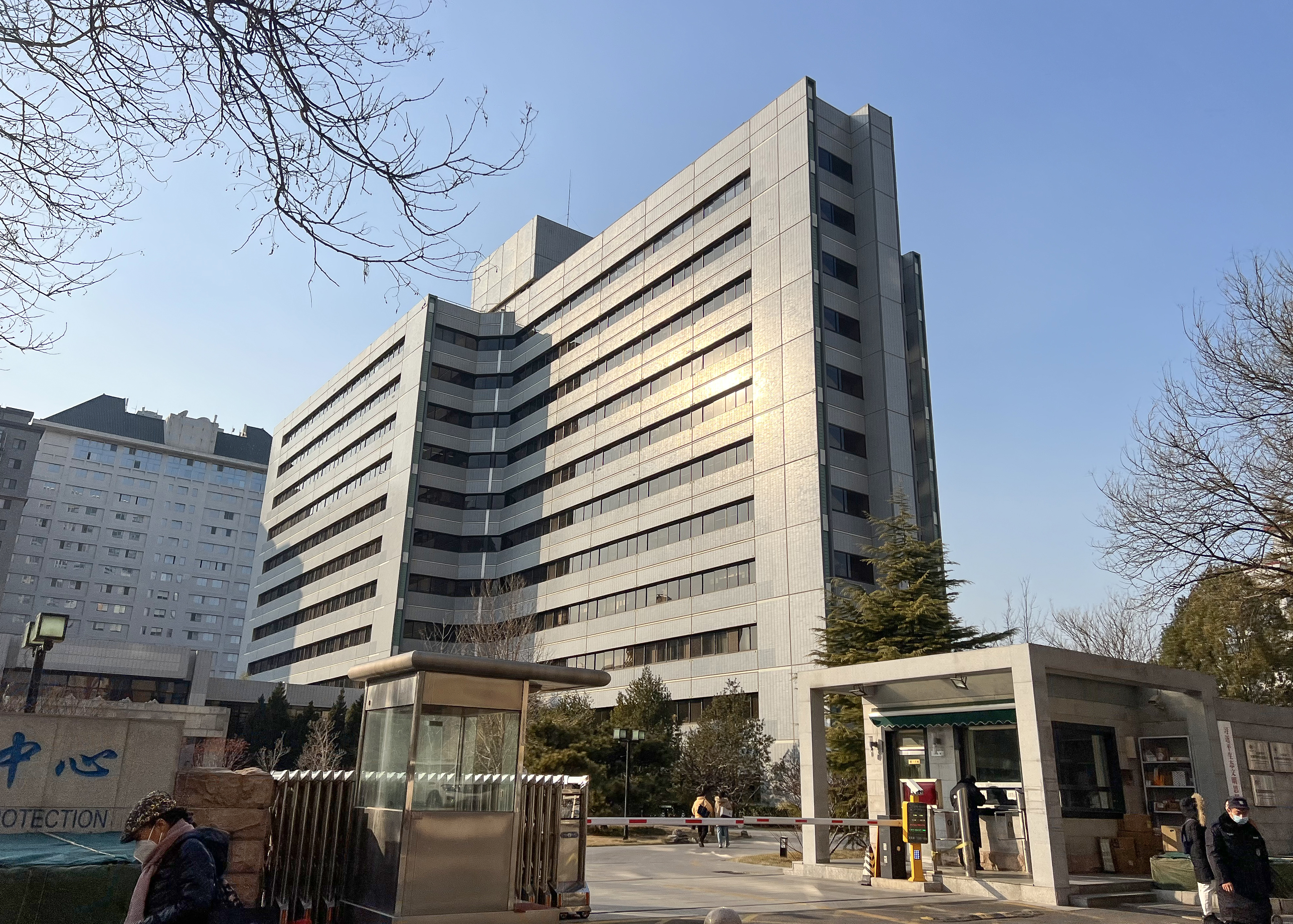
生态环境部中日友好环境保护中心（环境发展中心）

- 生态环境部中日友好环境保护中心（环境发展中心）
- 生态环境部环境与经济政策研究中心
- 生态环境部核与辐射安全中心
- 生态环境部对外合作与交流中心（环境公约履约技术中心、中国-东盟环境保护合作中心、中国-上海合作组织环境保护合作中心、澜沧江-湄公河环境合作中心）
- 生态环境部南京环境科学研究所
- 生态环境部华南环境科学研究所
- 生态环境部环境规划院
- 生态环境部环境工程评估中心
- 生态环境部卫星环境应用中心
- 生态环境部固体废物与化学品管理技术中心
- 生态环境部信息中心
- 国家应对气候变化战略研究和国际合作中心
- 国家海洋环境监测中心
- 生态环境部土壤与农业农村生态环境监管技术中心
- 生态环境部宣传教育中心
- 生态环境部北京会议与培训基地（中共生态环境部党校）
- 全国环境保护职工疗养院
- 国环北戴河环境技术交流中心

### 直属企业单位
- 中国环境出版集团有限公司
- 中国环境报社有限公司

### 主管社会团体
- 中国环境科学学会
- 中华环境保护基金会
- 中国环境文化促进会
- 中国环境新闻工作者协会
- 中国生态文明研究与促进会

## 历任领导
| 部长 - 李干杰（2018年3月19日－2020年4月29日） - 黄润秋（2020年4月29日－，九三学社） 副部长 - 黄润秋（2018年3月－2020年4月） - 翟青（2018年3月－2024年2月） - 赵英民（2018年3月－2025年3月） - 刘华（2018年3月－2021年2月，兼国家核安全局局长） - 庄国泰（2018年3月－2021年1月） - 孙金龙（2020年4月－） - 叶民（2021年2月－2022年10月，兼国家核安全局局长） - 邱启文（2021年6月－2022年6月） - 董保同（2022年10月－，兼国家核安全局局长） - 郭芳（2023年6月－） - 于会文（2024年4月－） - 李高（2025年3月－） 中国气候变化事务特使 - 解振华（2021年2月－2024年1月，正部长级） - 刘振民（2024年1月－） | 党组书记 - 李干杰（2018年3月－2020年4月） - 孙金龙（2020年4月－） 党组副书记 …… 党组成员 - 翟青（2018年3月－2024年2月） - 赵英民（2018年3月－2025年3月） - 刘华（2018年3月－2021年2月，兼国家核安全局局长） - 吴海英（2018年3月－2020年5月，中央纪委国家监委驻生态环境部纪检监察组组长） - 庄国泰（2018年3月－2021年1月） - 库热西·买合苏提（2020年5月－2022年9月，中央纪委国家监委驻生态环境部纪检监察组组长） - 叶民（2021年1月－2022年10月，兼国家核安全局局长） - 邱启文（2021年6月－2022年5月） - 廖西元（2022年9月－，中央纪委国家监委驻生态环境部纪检监察组组长） - 董保同（2022年10月－，兼国家核安全局局长） - 郭芳（2023年6月－） - 于会文（2024年4月－） - 李高（2025年3月－） |

## 驻部纪检监察组
中央纪律检查委员会国家监察委员会驻生态环境部纪检监察组，简称中央纪委国家监委驻生态环境部纪检监察组，是中国共产党中央纪律检查委员会、中华人民共和国国家监察委员会设在生态环境部的派驻机构。

### 沿革
1998年设立中央纪委驻国家环境保护总局纪检组（监察部驻国家环保总局监察局），是中央纪委监察部派驻机构。2008年3月，改为中央纪委驻环境保护部纪检组（监察部驻环境保护部监察局）。2014年12月，中共中央制定出台《关于加强中央纪委派驻机构建设的意见》，为派驻全覆盖确定了时间表和路线图。2015年中共中央《关于全面落实中央纪委向中央一级党和国家机关派驻纪检机构的方案》（中办发〔2015〕55号）撤销监察部驻各单位监察局，中央纪委驻各单位纪检组为对外工作联络的唯一名称，中共中央批准中央纪委对139家中央一级党和国家机关派驻纪检机构全覆盖，共设置47家派驻机构，其中20家为单独派驻机构，27家综合派驻机构负责监督119家单位。中央纪委驻环境保护部纪检组为单独派驻机构。依据党章和中央纪委关于派驻机构职责规定，围绕监督执纪问责，履行党的纪律检查职能，监督重点对象是环境保护部领导班子及中管干部和司局级干部。
2018年深化党和国家机构改革及《中华人民共和国监察法》施行后，调整组建中央纪律检查委员会国家监察委员会驻生态环境部纪检监察组，单独派驻生态环境部1家单位。

### 机构设置
根据有关规定，中央纪委国家监委驻生态环境部纪检监察组设置下列机构：
- 办公室
- 第一纪检监察室
- 第二纪检监察室
- 第三纪检监察室

### 历任领导
| 组长 - 曾晓东（1998年11月－2004年4月，驻国家环境保护总局纪检组组长） - 祝光耀（2004年10月－2007年8月，驻国家环境保护总局纪检组组长，2006年前为副局长兼） - 傅雯娟（2007年8月30日－2008年3月，驻国家环境保护总局纪检组组长；2008年3月－2012年8月） - 周英（2012年8月－2017年5月，驻环境保护部纪检组组长） - 吴海英（2017年5月－2018年3月，驻环境保护部纪检组组长） - 吴海英（2018年3月－2020年5月） - 库热西·买合苏提（2020年5月－2022年9月） - 廖西元（2022年9月－） 副组长 - 蒋延东（？－？，驻国家环境保护总局纪检组副组长兼监察局局长） - 谷茂宽（？－？，驻国家环境保护总局监察局副局长） - 郭瑞林（2008年3月－2013年，副组长兼监察局局长） - 赵九方（2013年7月－2016年3月，副组长兼监察局局长；2016年3月－12月） - 张勇昌（？－2018年3月） - 张国良（？－？，监察局副局长） - 肖降麟（？－2018年3月） - 陈春江（2017年3月－2018年3月）（正局长级） | 正局级纪律检查员 - 王清华（？－？，正局级纪律检查员、监察专员兼监察局副局长） - 周若辉（？－？，正局级纪律检查员、监察专员） 副局级纪律检查员 - 周若辉（？－？，副局级纪律检查员、监察专员） - 张国良（？－？，副局级纪律检查员、监察专员） - 肖降麟（？－？，副局级纪律检查员、监察专员） - 程忠宝（？－2018年3月） |